# Rhacocleis germanica
Rhacocleis germanica is een rechtvleugelig insect uit de familie sabelsprinkhanen (Tettigoniidae). De wetenschappelijke naam van deze soort is voor het eerst geldig gepubliceerd in 1840 door Herrich-Schäffer.